# Juan Olivares Luque
Juan Ángel Olivares Luque (Catarroja, Provincia de Valencia, 29 de noviembre de 1973) es un pintor y artista plástico español. Vive y trabaja en Catarroja (Valencia).

## Biografía
Realiza su formación artística en la Facultad de Bellas Artes de la Universidad Politécnica de Valencia y en Cooper Union School of Art, New York, USA. Ha recibido importantes premios y es actualmente uno de los pintores jóvenes españoles con mayor proyección internacional. Ha obtenido entre otros la Beca del Colegio de España en París del Ministerio de Cultura en 2001 y la Beca Academia de España en Roma del Ministerio de Asuntos Exteriores.

## Obra
Su trabajo es fundamentalmente pictórico, heredero en parte del expresionismo abstracto, sin embargo, también ha realizado trabajos escultóricos e intervenciones en espacios. Utiliza el accidente y el control del azar en su proceso de creación.

## Exposiciones individuales y colectivas
Ha participado en diferentes muestras nacionales e internacionales, Bruselas, Roma, Nueva York, así como en ferias internacionales. ARCO Madrid (del 2002 al 2011), ARTISSIMA 2004 Turín - Italia, MIART Milán (2004 y 2005), ARTCOLOGNE Colonia, SWAB 2010, FORO SUR, ZONA MACO - México y PULSE MIAMI (2012).
- "Cosidos" Galería Valle Orti. 2012. Valencia
- "Cantidades de memoria" Galería Adora Calvo. 2009. Salamanca
- "Ojo agitado" Galería Isabel Hurley. 2009. Málaga
- "Hilvanar el espacio" Sala La Gallera. Consorcio de Museos de la Generalitat Valenciana. 2008. Valencia
- "Poetic Tissue" Galería Espacio Versátil. Shanghái.
- "Gramática del azar" Galería Valle Ortí. 2007. Valencia
- IV Bienal de Valencia. 2007
- "Tejido poético" Galería T20. 2006. Murcia
- Galería Spazia, 1989, Bolonia. Italia.
- Galería Pilar Parra, 2001-2004-2006 Madrid.
- Galería Espai Lucas 2002 y 2004. Valencia
- Exposición de la Academia de España en Roma 2004-05. Roma.
- Exposición Colegio de España en París. Academia San Fernando, Madrid. Instituto Cervantes, París.
- "Desde los 90”. Sala Parpalló. MUVIM. Consorcio de Museos de la Comunidad Valenciana.

## Su obra en museos y colecciones
Entre otros, la obra de Juan Olivares figura en:
- Ministerio de Cultura.
- Ministerio de Asuntos Exteriores.
- Colección Caja de Ahorros del Mediterráneo.
- Colección Caja Madrid.
- Fundación Bancaja.
- Colección Banco de Valencia.
- Club Diario Levante. Valencia.
- Colección L´Oreal.  Madrid.
- Universidad Politécnica de Valencia.
- The Cooper Union School of Art, New York.
- Colección Colegio de España, París.
- Colección Colegio Administrativo de Gestores de Valencia.
- Fundación D, Murcia. Valdearte, Orense.
- Colección Ateneo Mercantil Valencia.
- Colección Jaurena Art, Barcelona.
- Colección Royal Premier, Málaga.
- Fundación DKV.
- Caja Rural Torrent.
- Ayuntamiento de Valencia.